# St. Trinitatis (Wolkramshausen)

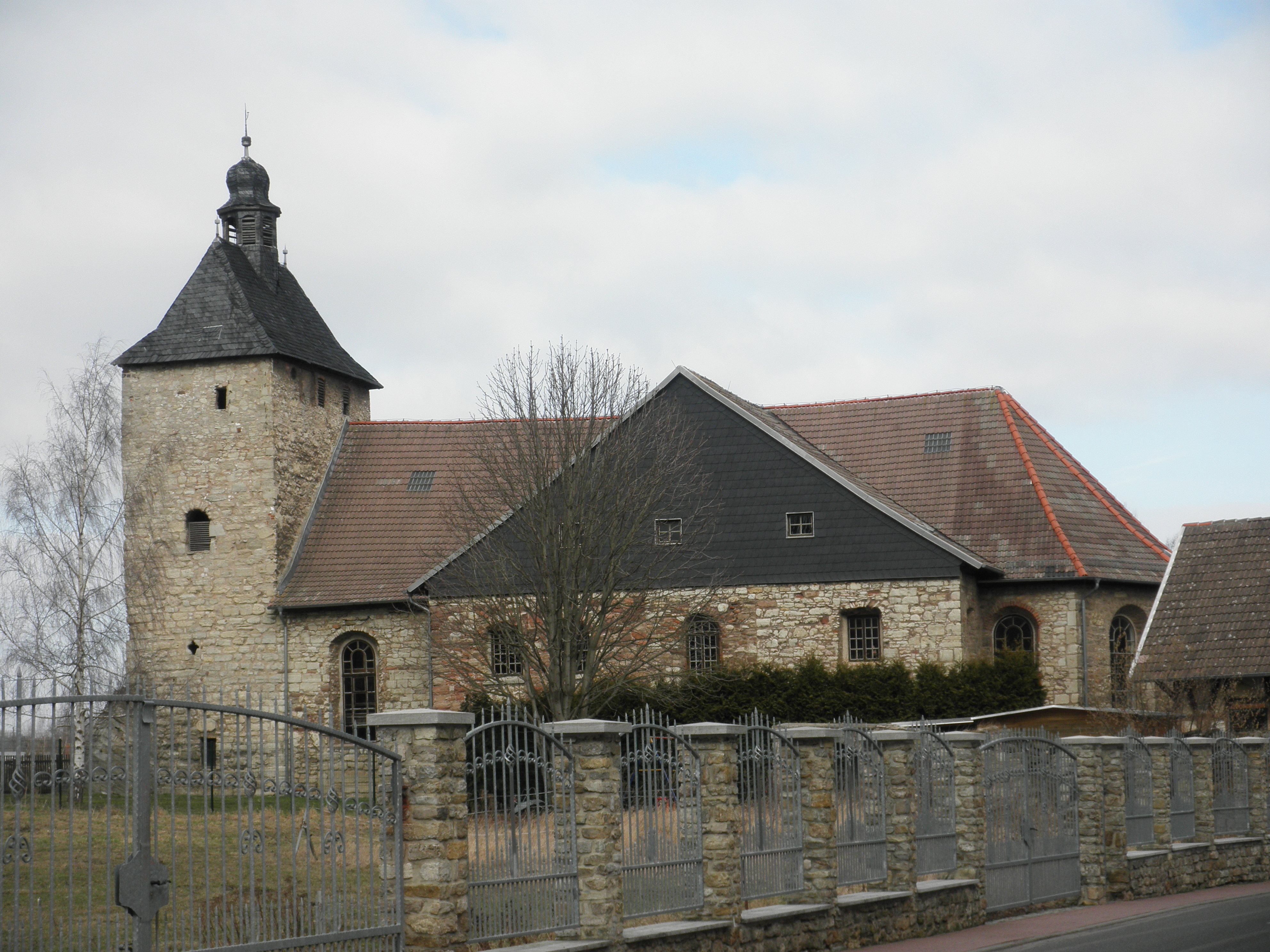
Die Kirche

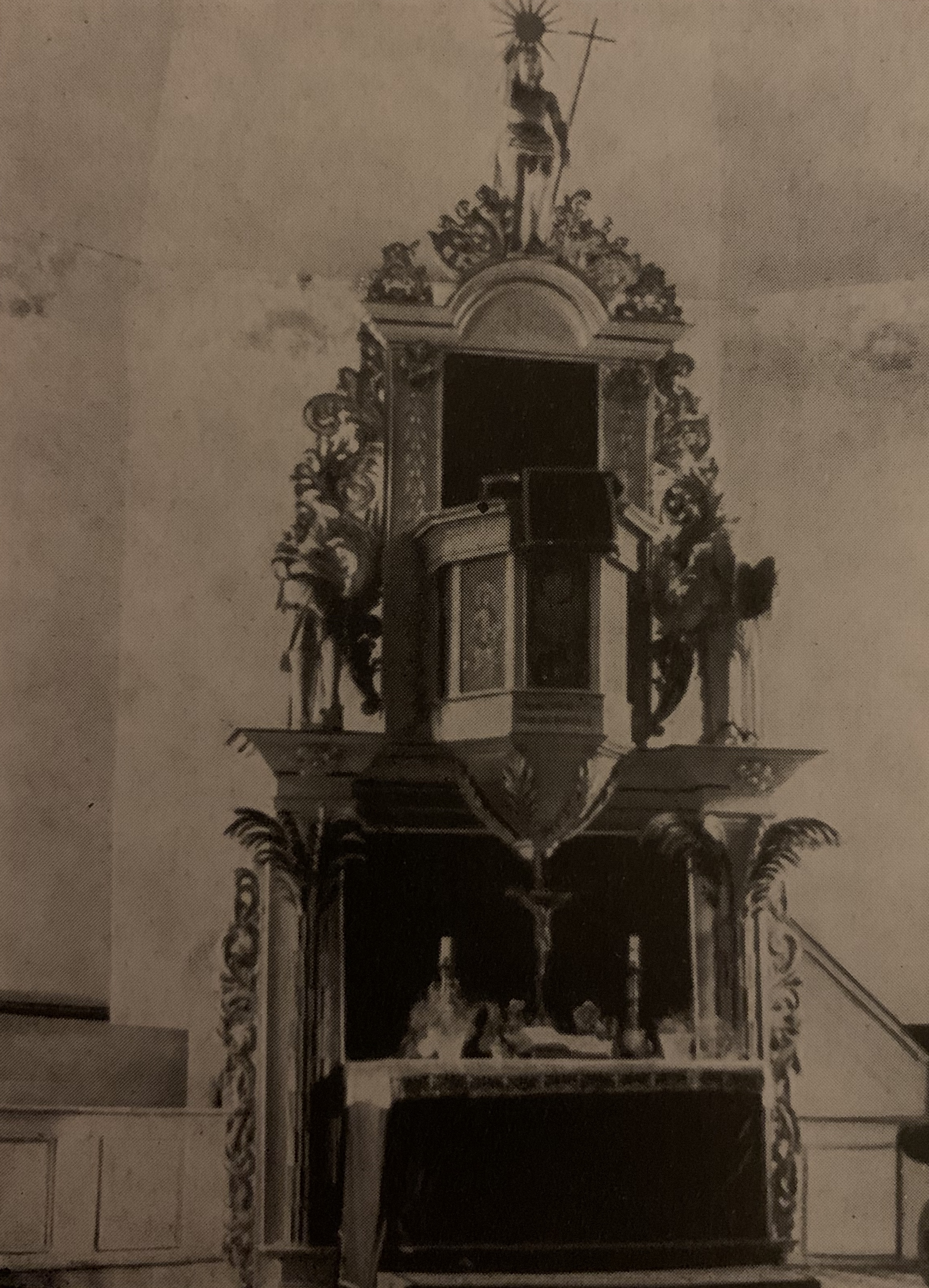
Ehemaliger Kanzelaltar

Die evangelische Dorfkirche St. Trinitatis steht in Wolkramshausen im Landkreis Nordhausen in Thüringen.

## Geschichte
Diese Kirche wurde etwa im 13. Jh. erbaut, wovon der noch erhaltene (Wehr-)Turm, dessen Eingang sich in Höhe der Wehrkirche befindet, zeugt. Aus der Zeit der Erbauung stammen noch 2 läutefähige Glocken. Die ältere mit der damals typischen „Zuckerhut“-Form ist ungefähr um 1295 gegossen worden, die andere trägt die Jahreszahl 1315.
Das Kirchenschiff stammt hingegen aus jüngerer Zeit, da der Vorgängerbau mit Ausnahme des Turmes im Dreißigjährigen Kriege von kaiserlichen Truppen niedergebrannt wurde. Der Wiederaufbau von 1648 bis 1678 in der heutigen Form ist höchstwahrscheinlich dem Pfarrerehepaar Harprecht zu verdanken, an welche im hinteren Teil der Kirche heute noch ein Epitaph erinnert. Der Kirchenschiffanbau erfolgte am östlichen Teil des ehemaligen Chorturmes und erhielt einen neuen Chor im Osten. Zwischen 1701 und 1714 wurden mit Blick zum Altar rechts und links an den Wänden insgesamt vier Logen im barocken Stil errichtet, welche reichlich mit Familienwappen der im Ort ansässigen Familien geschmückt waren. Zu diesen zählten u. a.: von Wilcke, von Hagen, Sellwitz, Natz, von Dobbler, von Wurmb. Die noch erhaltenen Schilder hängen an der südlichen Innenwand. Die Westwand des Kircheninneren war mit einer doppelten barocken Empore, welche in die Seitenwände überging, versehen. Auf der oberen Empore befand sich eine barocke Orgel, welche in den Deckenraum hineinreichte. An das Kirchenschiff wurden zusätzlich im Süden zwei Grablegen aus Muschelkalk angefügt.
Die Ausstattung war bis 1985 noch prächtig und gut erhalten. Besonders hervorzuheben sei hier der barocke Kanzelaltar von 1715, eine Stiftung de Pfarrers Jeremas Coria zu Großrudestedt. Der Holzaufbau wurde von zwei Palmen gebildet, die zugleich das Altarbild einrahmten. Das Gemälde stellte das heilige Abendmahl dar, bekrönt war der Altar mit 3 hölzernen Figuren: Jesus der Auferstandene mittig, zu seinen Seiten Moses und Johannes der Täufer.
Mindestens seit 1857, so ist belegt, wies das Kirchenschiff immer stärker werdende Schäden am Dach auf. Im Jahre 1979 musste die Kirche baupolizeilich gesperrt werden. Eine Sanierung der ruinösen Kirchenhülle wurde 1985 begonnen. Es kam zu einer vollständigen Umgestaltung des Kirchenschiffs und der Nebenräume. Hierbei wurde ohne Rücksicht auf die in sich geschlossene barocke Inneneinrichtung der Kirchenraum puristisch ausgeräumt. Der Kanzelaltar, ebenso wie die barocken Herrschaftslogen wurden rabiat zerstört und so die Kirche ihres größten Schatzes beraubt. Heute befinden sich die Reste des zerschlagenen Altars zwischengelagert im Kirchturm. Die Emporen wurden ebenfalls abgerissen und die prächtigen Schnitzarbeiten der Inneneinrichtung im Barockstil aufgegeben. Während der Kirchensanierung fiel die Entscheidung des Gemeindekirchenrates zur Neugestaltung des Altarraumes. Der Taufstein aus Alabaster, ein Geschenk derer von Wilcke, wurde beibehalten und die Original-Altarplatte wieder verwendet. Zusätzlich wurde ein Kreuz und zwei Altarleuchter bei dem Künstler Andreas Wilde in Crimmitschau in Auftrag gegeben. Der barocke Kronleuchter wurde dabei durch den damaligen Pfarrer an Dritter weggegeben. Obwohl die Beendigung der Bauarbeiten erst nach der Wiedervereinigung Deutschlands erfolgte, war es infolge der zwischenzeitlich geschaffenen Fakten unmöglich, im heutigen Sinne fragwürdig, oder sogar fehlerhafte Entscheidungen zu revidieren. So weist das Kircheninnere von heute kaum noch Ähnlichkeit mit seinem früheren Aussehen auf.
2022/23 erfolgt eine erste Sanierung des Kirchturmes, u. a. die Erneuerung der technischen Ausstattung, gefördert von der Stiftung zur Bewahrung kirchlicher Baudenkmäler in Deutschland (KIBA).

## Die Mumien von Wolkramshausen
Bei Renovierungsarbeiten zwischen 1985 und 1990 stieß man zufällig auf eine bis dato unbekannte Gruft mit fünfzehn Särgen. In zwei Eichenholzsärgen entdeckte man zwei überraschend gut erhaltene weibliche Mumien. Wissenschaftliche Untersuchungen ergaben, dass, obwohl keine Einbalsamierung erfolgte, beide noch in einem sehr guten Zustand waren. Bei der einen Verstorbenen, der rechts liegenden Frau, handelt es sich um Christine Margarethe von Wurmb (1691–1755), Tochter des Hofmarschalls Albrecht Anton von Wurmb. Dieser war der Erbauer des sog. „Neuen Hofs“ in Wolkramshausen und war der Urgroßvater von Charlotte von Lengefeld, der späteren Ehefrau Friedrich Schillers.
Bei der anderen, auf der linken Seite liegenden Frau, sind Stand, Name und genaues Alter unbekannt. Schätzungen ergaben ein wahrscheinliches Alter von maximal 35 Jahren. Sie ist eventuell im Kindbett verstorben.